# Carlos Isamitt
Carlos Isamitt Alarcón (Rengo, 13 de marzo de 1887 - Santiago, 2 de julio de 1974) fue un compositor, profesor, musicólogo y pintor chileno. Premio Nacional de Arte 1965, mención Música. 
Hijo de José María Isamitt Pacheco y de Felicia Alarcón Madariaga, estudió en la Escuela Normal José Abelardo Núñez, donde se tituló de profesor a la edad de 17 años. 
En 1905 ingresó al Conservatorio de Música y, al mismo tiempo, comenzó a estudiar pintura con Julio Fossa Calderón.
Casado con la pintora Beatriz Danitz, con quien tuvo dos hijos.

## Trayectoria como pintor
Realizó estudios con el maestro Pedro Lira; ingresó a la Escuela de Bellas Artes de Chile, donde estudió con el pintor español Álvarez de Sotomayor, formando parte de la Generación del Trece.
En 1925 fue comisionado ad honorem para asistir al Congreso de la Exposición Universal en París. Durante el viaje tuvo la oportunidad de admirar la obra de Cézanne, y los movimientos fauvistas y expresionistas. Todas estas experiencias influirían en gran medida en su pintura y lo animarían luego a introducir importantes innovaciones en la enseñanza del arte en Chile. A su regreso al país, fue nombrado director de Educación Artística, cargo que lo hacía responsable del Museo Nacional de Bellas Artes, la Escuela de Bellas Artes y el Conservatorio de Música. Entre los logros de su gestión están la creación del Museo O'Higginiano y de Bellas Artes de Talca en 1928 y la renovación y sistematización de los planes y proyectos de la asignatura de Artes Plásticas. La contratación de maestros extranjeros, como el ruso Borís Grigóriev, respondió a su afán por modernizar la enseñanza, intención que fructificó en conjunto con su amor por el estudio de las tradiciones populares.

## Trayectoria como compositor
Carlos Isamitt estuvo fuertemente ligado a la música de raíz indígena, convirtiéndose prontamente en uno de los más acabados estudiosos y etnógrafos musicales de la cultura mapuche en el país, llegando incluso a hablar Mapudungun tras varios años de convivencia con este pueblo.
Luego de haber cursado estudios en el Conservatorio Nacional con Domingo Brescia y Pedro Humberto Allende, creó música vernácula, sin sugerencias o etiquetas indígenas, lo que le valió el respeto de la comunidad académica, el estatuto de “indianista musical”.
Su música se inspiró en la naturaleza, en la niñez y en el folclor criollo y araucano, mostrando vestigios poéticos –propios de la lengua mapudungún- y altamente humanos. Una de las obras que mejor refleja el espíritu de este compositor es su conocido Friso Araucano (1931), que pretendió realizar una síntesis musical de la vida mapuche.

## Estilo
Isamitt demostró su interés por retratar las raíces del pueblo chileno, reflejando el espíritu de su época, impregnado de costumbrismo, que impulsa también su pasión por la cultura aborigen mapuche y el folclore de Chile. 
La música y el folclore con sus ritmos, rigores y belleza visual, indudablemente influyeron en la pintura de Isamitt, tanto como el naturalismo del maestro Álvarez de Sotomayor y la visión costumbrista de la Generación del Trece. Utilizó principalmente el óleo y la acuarela y manifestó su dominio de una variada temática, en paisajes, marinas, naturalezas muertas, desnudos, retratos y escenas costumbristas. El pintor Isamitt, demuestra en ellas, su manejo en el dibujo, su solidez en la composición, y el uso de vigoroso trazo y colorido.